# Dodgeville (Wisconsin)
Dodgeville – miasto w Stanach Zjednoczonych, w stanie Wisconsin, siedziba administracyjna hrabstwa Iowa.